# Hồ Lô Đảo
Hồ Lô Đảo (giản thể: 葫芦岛市; phồn thể: 葫蘆島市; bính âm: Húludǎo Shì, Hán-Việt: Hồ Lô Đảo thị) là một địa cấp thị của tỉnh Liêu Ninh, Trung Quốc. Thành phố này có diện tích 10.582 km², dân số năm 2020 là 2.434.194 người, mật độ dân số đạt 230 người/km². Có 1.252.660 người sống trong vùng đô thị.

## Hành chính
Hồ Lô Đảo có 6 đơn vị hành chính gồm 3 quận, 1 thành phố cấp huyện và 2 huyện.
- Quận: Long Cảng (龙港区), Nam Phiếu (南票区), Liên Sơn (连山区)
- Thành phố cấp huyện: Hưng Thành (兴城市)
- Huyện Tuy Trung (绥中县), Kiến Xương (建昌县)